# Crash (pel·lícula de 2004)
|  | Aquest article tracta sobre pel·lícula de 2004. Vegeu-ne altres significats a «Crash». |

Crash és una pel·lícula de Paul Haggis, estrenada el 2004. La pel·lícula està formada per un conjunt d'històries diferents que s'entrecreuen totes amb l'element comú del racisme i la ciutat de Los Angeles de fons.

## Argument
Les festes de cap d'any es preparen a Los Angeles. Un robatori de cotxe, un accident de la carretera, individus de capes socials i ètniques diferents estan cridats a creuar-se. Una pintura realista sobre la composició dels Estats Units d'avui, i del seu comunitarisme exacerbat, on la diferència, sigui social o racial, és omnipresent en les relacions humanes.

## Repartiment
- Sandra Bullock: Jean
- Don Cheadle: Graham
- Matt Dillon: Oficial Ryan
- Jennifer Esposito: Ria
- William Fichtner: Flanagan
- Brendan Fraser: Rick
- Terrence Howard: Cameron
- Ludacris: Anthony
- Thandie Newton: Christine
- Ryan Phillippe: Oficial Hanson
- Larenz Tate: Peter
- Tony Danza: Fred
- Keith David: Tinent Dixon
- Shaun Toub: Farhad
- Loretta Devine: Shaniqua Johnson
- Michael Peña: Daniel
- Bahar Soomekh: Dorri
- Karina Arroyave: Elizabeth

## Premis i nominacions

### Premis
- Oscar a la millor pel·lícula el 2006, i
  -  Oscar al millor guió original  per  Lawrence Hauben, Bo Goldman
  -  Oscar al millor muntatge  per  Lynzee Klingman, Richard Chew i Sheldon Kahn

### Nominacions
- Oscar al millor director per Paul Haggis
- Oscar al millor actor secundari per Matt Dillon
- Oscar a la millor cançó: Kathleen "Bird" York, In the Deep
- Globus d'Or al millor actor secundari per Matt Dillon
- Globus d'Or al millor guió per Paul Haggis i Robert Moresco